# Commiphora marchandii
Commiphora marchandii är en tvåhjärtbladig växtart som beskrevs av Adolf Engler. Commiphora marchandii ingår i släktet Commiphora och familjen Burseraceae. Inga underarter finns listade i Catalogue of Life.